# Bangerz
Albums de Miley Cyrus
Can't Be Tamed
(2010) Miley Cyrus & Her Dead Petz
(2015)
Singles
1. We Can't Stop
Sortie : 3 juin 2013
2. Wrecking Ball
Sortie : 25 août 2013
3. Adore You
Sortie : 26 décembre 2013

Bangerz est le cinquième album studio de Miley Cyrus. Il est basé sur la synthpop, le R&B, la pop et la dance. L'album est sorti le 30 septembre 2013 sous le label RCA Records et s'est hissé directement en tête des charts, faisant de Miley Cyrus la première artiste âgée de moins de 21 ans ayant classé cinq albums numéro 1 dans le classement Billboard 200 .
Le premier morceau issu de l'album, We Can't Stop, a été produit par Mike Will Made It et a été écrit par Timothy Thomas, Theron Thomas et Michael William. L'album a été suivi d'une tournée mondiale. Un extrait de la chanson Wrecking Ball a été dévoilé sur la iHeart Radio par Miley Cyrus elle-même.
Le 6 août, après avoir atteint les 13 millions de followers sur Twitter, Miley dévoile le nom de l'album. Elle a également dévoilé un extrait de la chanson 23, chanson qui sera sur l'album de Mike Will Made it ; Wiz Khalifa et Juicy J sont également sur le morceau.
Le 9 septembre, Miley annonce que si ses fans arrivent à battre de nouveau le record de vues sur Youtube pour son nouveau clip, elle dévoilera la liste des titres de son album.
Le 10 septembre, le clip de Wrecking Ball bat le record du nombre de vues en 24h, avec 19,3 millions. Elle bat donc le précédent record détenu par We Can't Stop et Best Song Ever des One Direction. Par la suite, elle dévoile tous les titres de son album via son compte twitter.
Bangerz est le deuxième album par une artiste féminine le plus vendu en 2013, derrière l'album Prism par l'artiste américaine Katy Perry.

## Historique et développement
En 2012, Cyrus a annoncé ses plans de se concentrer sur sa carrière d'actrice, en mettant sa carrière de chanteuse de côté. Cette même année, elle est apparue dans les films LOL USA et Mademoiselle Détective. Elle a aussi prêté sa voix au long métrage Hôtel Transylvanie, mais a abandonné le projet de relance de sa carrière musicale. En janvier 2013, Cyrus a mis fin à son contrat d'enregistrement avec Hollywood Records, sous lequel elle a réalisé les albums Meet Miley Cyrus (2007), Breakout (2008), Can't Be Tamed (2010), et The Time of Our Lives (2009). Plus tard dans le mois, elle a signé un contrat d'enregistrement avec RCA Records. En mars, elle a confirmé que son cinquième  album de studio serait sorti d'ici la fin de 2013.
Cyrus a déclaré qu'elle "a tout recommencé" comme une artiste après la fin de ses contrats professionnels précédents, qui, elle, les a sentis "effrayé" par son image publique en évolution. Elle décide de changer complètement de style en se coupant ses longs cheveux châtains en faveur d'une coupe très courte et blonde, et déclare qu'elle ne s'était jamais "senti aussi 'elle-même' de toute sa vie" et que "ça a vraiment changé sa vie",. Dans une interview, elle a déclaré qu'elle considère Bangerz comme son premier album, désapprouvant ses projets précédents sortis pendant la production d'Hannah Montana. En enregistrant l'album alors non-intitulé, Cyrus a eu l'intention de produire un travail "très adulte et sexy".
Elle a décrit sa musique comme "le hip-hop sale du sud" et l'union des genres hip-hop et country qu'elle a senti être "un bon hybride". Pour réaliser ce son, Cyrus a travaillé avec des producteurs de hip-hop divers incluant Mike Will Made It, Mac Miller, Pharrell Williams et Tyler, The Creator dans des villes incluant Atlanta, Géorgie. Ils l'ont aidée à incorporer des éléments de musique de hip-hop dans le projet, que Cyrus a reconnu avoir abouti "à un son vraiment différent". Cyrus a déclaré que son projet "fera taire tout le monde", et a comparé, plus tard, son album à Bad (1987) par Michael Jackson, dans le fait que "les gens l'écoutent toujours car il est tellement génial ",. Elle a aussi exprimé son désir "de mettre une nouvelle norme pour la musique pop". Le Producteur Sean Garrett a qualifié l'album "d'amusant et excitant" et a avoué qu'une collaboration avec Britney Spears sera présente la liste des titres finale. Mike Will Made It a expliqué que le titre de l'album a été décidé après qu'il eut remarqué que "l'album entier est explosif". Cyrus a mentionné, plus tard, des plans pour un album acoustique, qui est provisoirement prévu pour être sorti à la fin de 2014.

## Genèse de l'album

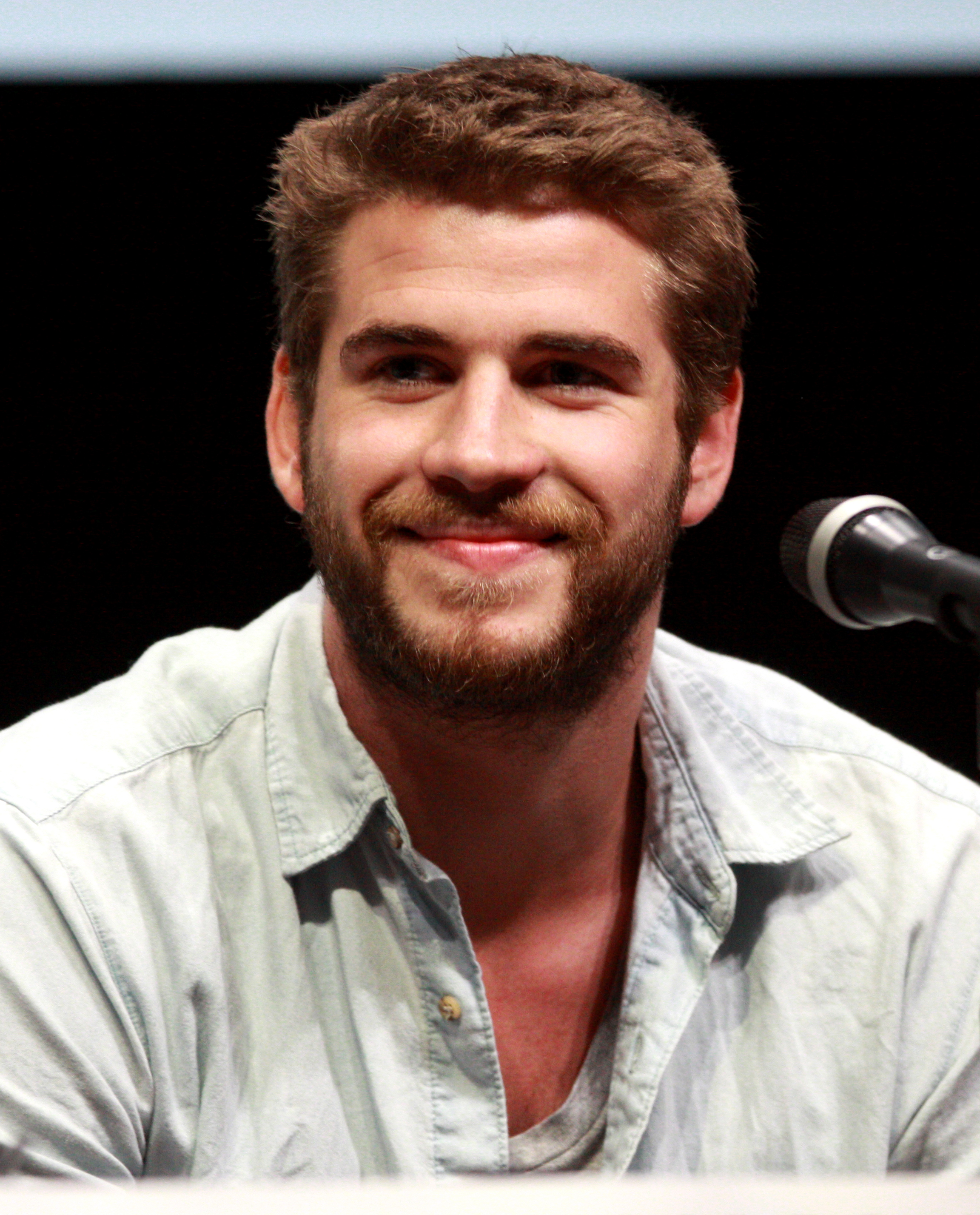
Les paroles des pistes de Bangerz sont en rapport avec son fiancé, Liam Hemsworth.

Bangerz est principalement un album pop, qui intègre aussi des éléments hip-hop, synthpop et la musique country. Pendant une interview lors du Ellen DeGeneres Show, le 10 octobre, l'hôte Ellen DeGeneres a demandé à Cyrus si l'album a été inspiré par sa relation avec Liam Hemsworth, auquel elle a répondu « l'album entier est une histoire à propos de cela et c'est pourquoi il débute avec « Adore You » et se termine avec « Someone Else » [...] »
L'album est composé de 13 pistes (16 pour la version deluxe), et débute avec la ballade pop "Adore You", qui adresse lyriquement à un amant par des paroles incluant "Nous sommes faits pour nous marier". Nick Catucci de  Entertainment Weekly déclare que la piste permet à Cyrus de présenter ses capacités vocales. L'album se poursuit avec "We Can't Stop" qui est un midtempo pop, R&B, et dance  discutant lyriquement les événements d'une fête. Mikael Wood de Los Angeles Times défini la chanson comme « le hurlement rebelle le plus calme et le plus clairvoyant depuis Control de Janet Jackson. » « SMS (Bangerz) » est la troisième chanson de l'album en featuring avec Britney Spears, qui apparait dans le deuxième couplet,.
« 4x4 », en collaboration avec l'artiste hip-hop Nelly, discute lyriquement l'histoire « d'un rebelle féminin » cherchant une caution pour son partenaire. Des éléments de musique country sont présents dans toute la chanson. « My Darlin' » en featuring avec Future; les capacités vocales de Cyrus sur cette chanson ont été complimentées. « Wrecking Ball » est une balade synthpop dont les paroles d'une relation amoureuse brisée étaient, d'après ce qu'on dit, en rapport avec sa relation passé avec l'acteur Liam Hemsworth.
La septième piste « Love Money Party », en featuring avec Big Sean, est une piste hip-hop sur laquelle nous pouvons entendre Cyrus et Big Sean rapper. Jason Lipshutz de Billboard a noté que Cyrus apparait plus à l'aise avec le rap dans cette chanson que sur le single de Mike Will Made It, "23". "Get It Right" est "une brise élégante" incluant des sifflement et une guitare. Il a été décrit comme rappelant  "Twisted" par Usher et "Kickin' In" par Adam Lambert. Il se trouve que ces trois chansons ont été produites par Pharrell Williams. Cyrus a déclaré que "Drive" raconte l'histoire d'une personne "ayant besoin de quitter quelqu'un, mais ne voulant pas vraiment complètement se couper de la relation." Selon les médias, cette chanson parlerait encore de sa relation avec Liam Hemsworth. la dixième piste "FU" en featuring avec French Montana est selon Catucci, un mélange "du style d'Adele et d'un couplet de French Montana sur du dubstep". Il a continué à décrire "Do My Thang" comme une "piste dance qui déchire". "Maybe You're Right" incorpore une instrumentation de tambour avec "des allusions d'influence évangile" et a été aussi suspecté de parler de Liam Hemsworth. La treizième et dernière piste "Someone Else" combine du hip-hop et des styles synthpop et discute lyriquement de l'image publique en évolution de Cyrus.

## Singles

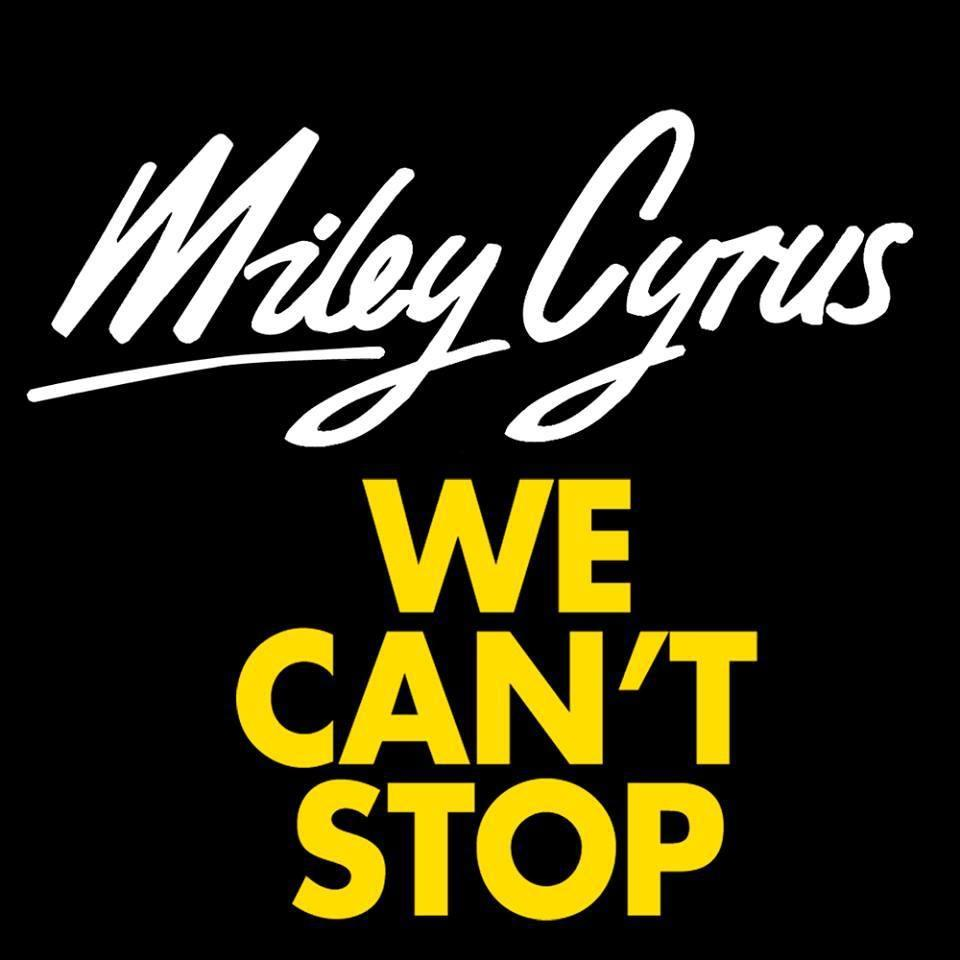
Logo de We Can't Stop Premier single issu de Bangerz.

We Can't Stop est le premier extrait de cet album. La chanson a été écrite par Mike Will Made It, Pierre Ramon Slaughter, Timothy Thomas, Theron Thomas, Douglas Davis et Ricky Walters. La production a été assurée par Mike Will Made It.
C'est une chanson pop, R&B. Les paroles traitent d'une soirée entre amis. Le titre fait ses débuts à la quarantième position du Billboard Pop Songs Chart, une semaine avant la date officielle du lancement en radio. Le titre s'est vendu à 214 000 exemplaires la semaine de sa sortie, ce qui lui a valu la troisième position du classement Billboard Hot 100 Digital et la onzième position du Hot 100. Plus tard, la chanson obtient son plus haut pic dans le classement à la troisième position, et encore plus tard, la deuxième position. Lors de la semaine de sortie du vidéo-clip, 161 000 exemplaires du titre se sont vendus. We Can't Stop est alors devenu le troisième titre de Miley à obtenir la meilleure position au Hot 100 après Party in the U.S.A., numéro deux, et The Climb, c'est aussi devenu son septième Top 10.

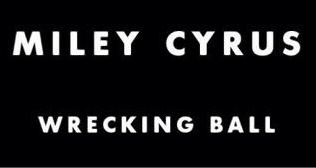

Wrecking Ball est le second single de l'album sortie le 25 août 2013. Les critiques ont bien accueilli le changement d'allure par rapport à "We Can't Stop", mais ont été plus critiques sur sa production globale. Le single s'est placé numéro un sur le Billboard Hot 100, devenant son premier numéro un aux États-Unis. Il s’est, de plus, placé numéro un dans une vingtaine de charts internationals et s'est placé numéro deux en Australie et en Nouvelle-Zélande. Un clip-vidéo d'accompagnement réalisé par Terry Richardson est sortie le 9 septembre 2013 et a attiré l'attention des médias car il présente Miley nue. Avec 19,3 millions de vues en 24 heures, il bat le record Vevo de la vidéo la plus vue en vingt-quatre heures et est de plus devenu la vidéo la plus rapide à atteindre 100 millions de vues, en ayant 100 millions de vue en seulement six jours. Le 4 décembre, le single est retourné à la première position du Billboard Hot 100 avec l'aide d'une parodie sur Chatroulette et est devenu le plus grand écart entre deux numéro un dans l'histoire de Billboard. Plus tard dans ce mois, les clips-vidéos de « Wrecking Ball » et « We Can't Stop » ont été annoncés comme les deux vidéos les plus consultées sur Vevo en 2013.

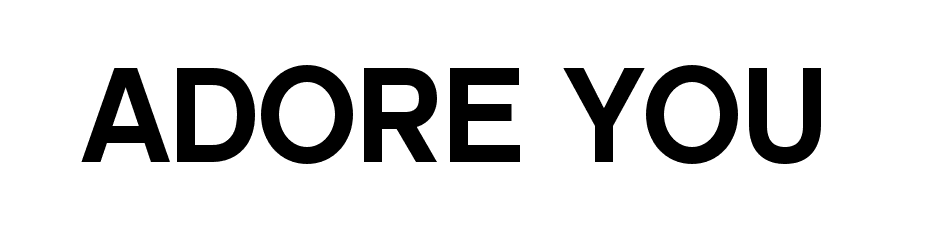

Adore You a été choisi comme troisième single de Bangerz; il a été envoyé aux stations de radio contemporaines le 17 décembre 2013. Il a reçu des critiques généralement positives, bien qu'ils aient critiqué l'utilisation d'Auto-Tune. le vidéo-clip d'accompagnement a fuité le 25 décembre et est officiellement sortie le 26 décembre. Le clip présente Cyrus posant suggestivement dans un lit et  dans une baignoire et est parsemée de séquence de vision nocturne qui semble simuler une sextape. Avant d'être officiellement sorti comme un single, la piste a fait ses débuts à la 42e position du Billboard Hot 100; il a depuis atteint la 21e position. Un remix de "Adore You" a été produit par Cedric Gervais et a été mis en ligne le 13 février 2014.

## Autres chansons
Bien qu'ils ne soient pas des singles, les titres de Bangerz suivants ont pu se classer dans les charts aux États-Unis, au Canada, au Royaume-Uni et en Corée du Sud:
| SMS (Bangerz)      | 110 | —  | 157 | —   |
| 4x4                | —   | —  | —   | 7   |
| My Darlin'         | 112 | 80 | —   | —   |
| Love Money Party   | —   | —  | —   | 115 |
| #GETITRIGHT        | —   | —  | —   | 125 |
| Drive              | 87  | 90 | 136 | —   |
| FU                 | 101 | —  | —   | 131 |
| Do My Thang        | 123 | —  | —   | —   |
| Maybe You're Right | 106 | 85 | 141 | —   |
| Someone Else       | 93  | 97 | 172 | —   |
| SMS (Bangerz)      | 125 | 99 | 169 | 147 |

## Bangerz Tour

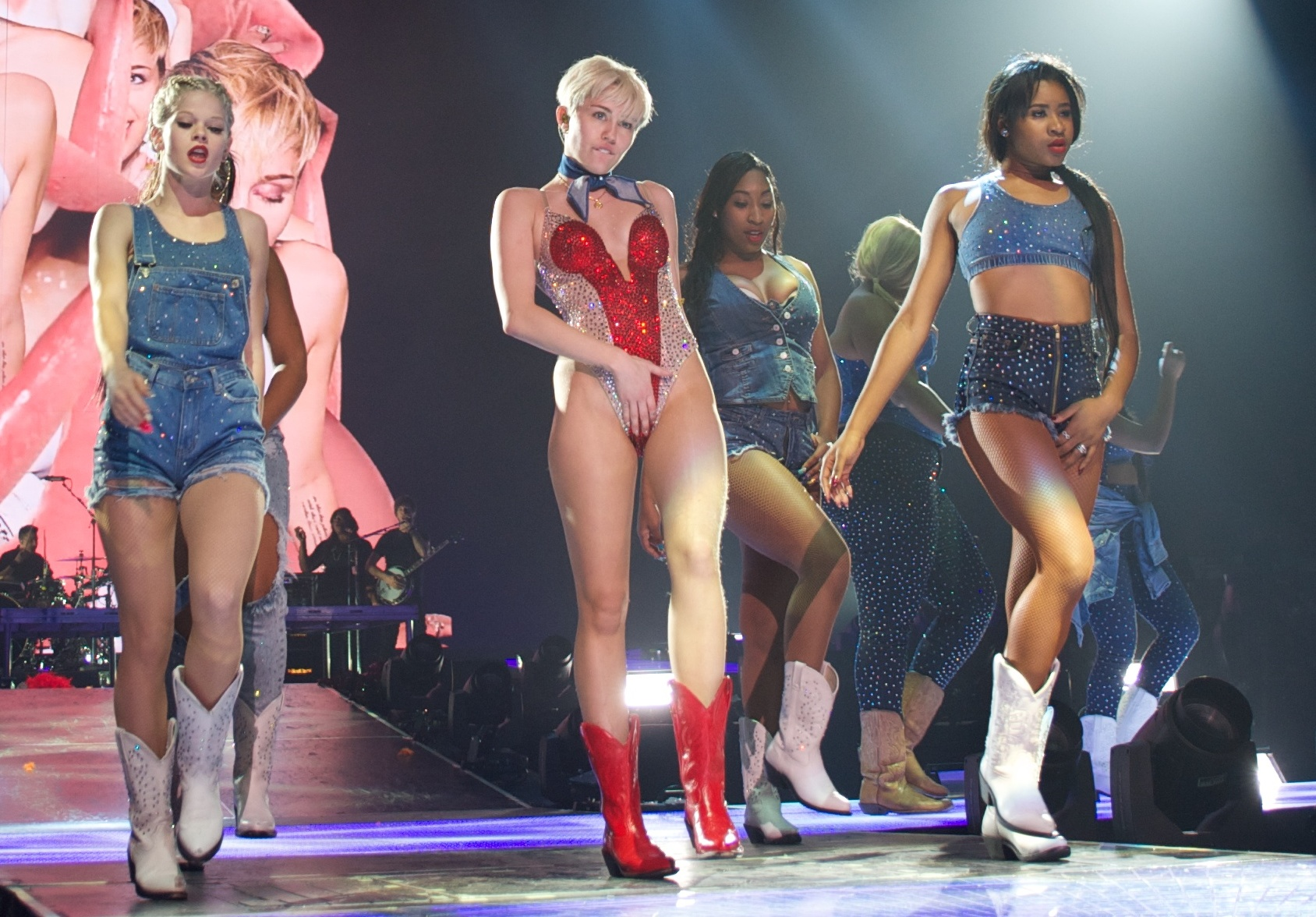
Miley Cyrus interprétant 'Do My Thang'.

À la suite du succès mondial de Bangerz, Miley Cyrus se lance dans une tournée à travers le monde nommée Bangerz Tour.
Cette tournée passe par l'Amérique du Nord, le Canada et l'Europe. Elle débute à Vancouver, Canada le 14 février 2014 et se termine à Barcelone le 13 juin 2014. La tournée passe par la France, à Montpellier et Lyon en mai 2014. Des artistes tels que Icona Pop ou Sky Ferreira assurent les premières parties des concerts. Miley interprète, lors de cette tournée, toutes les pistes de Bangerz ainsi que des anciens singles tels que Can't Be Tamed ou Party in the U.S.A.. Le spectacle dure presque 2 heures et comporte 9 changements de tenues. La scène est composée d'un écran gigantesque de fond, d'une passerelle en forme d'un crucifix et une petite scène à l'autre côté du stade, dénommé comme « set acoustique », où Miley donne des prestations acoustiques.
À la suite de problèmes de santé, Miley Cyrus a dû annuler des dates en Amérique du Nord qui seront reportées au mois d'août.

## Liste des titres
| No  | Titre                                | Auteur | Producteur(s)     | Durée |
| --- | ------------------------------------ | --- | ----------------- | ----- |
| 1.  | Adore You                            | |                   | 4:38  |
| 2.  | We Can't Stop                        | Miley Cyrus, Mike Will Made It, Timothy Thomas, Pierre Slaughter, Ricky Walter, Theron Thomas, Douglas Davis | Mike Will Made It | 3:52  |
| 3.  | SMS (Bangerz) (feat. Britney Spears) | |                   | 2:49  |
| 4.  | 4x4 (feat. Nelly)                    | |                   | 3:11  |
| 5.  | My Darlin' (feat. Future)            | |                   | 4:03  |
| 6.  | Wrecking Ball                        | Miley Cyrus, Sacha Skarbek, Stephan Moccio, Lukasz Gottwald, Maureen Anne McDonald, Henry Russell Walter     | Dr. Luke, Cirkut  | 3:43  |
| 7.  | Love, Money, Party (feat. Big Sean)  | |                   | 3:39  |
| 8.  | Get It Right                         | |                   | 4:24  |
| 9.  | Drive                                | |                   | 4:15  |
| 10. | FU (feat. French Montana)            | |                   | 3:51  |
| 11. | Do My Thang                          | |                   | 3:45  |
| 12. | Maybe You're Right                   | |                   | 3:33  |
| 13. | Someone Else                         | |                   | 4:48  |

| 14. | On My Own                         |  |  | 3:20 |
| 15. | Rooting for My Baby               |  |  | 3:52 |
| 16. | Hands in the Air (feat. Ludacris) |  |  | 3:22 |

## Classements et certifications

### Classement hebdomadaire
| Classement (2013)                  | Meilleure position |
| ---------------------------------- | ------------------ |
| Allemagne (Media Control AG)       | 9                  |
| Australie (ARIA)                   | 1                  |
| Autriche (Ö3 Austria Top 40)       | 4                  |
| Argentine (CAPIF)                  | 4                  |
| Belgique (Flandre Ultratop)        | 5                  |
| Belgique (Wallonie Ultratop)       | 11                 |
| Canada (Canadian Albums)           | 1                  |
| Chine (Sino Chart)                 | 10                 |
| Danemark (Tracklisten)             | 3                  |
| Espagne (Promusicae)               | 2                  |
| États-Unis (Billboard 200)         | 1                  |
| Finlande (Suomen virallinen lista) | 23                 |
| France (SNEP)                      | 9                  |
| Grèce (IFPI)                       | 5                  |
| Hongrie (Mahasz)                   | 8                  |
| Irlande (IRMA)                     | 1                  |
| Italie (FIMI)                      | 3                  |
| Mexique (AMPROFON)                 | 3                  |
| Norvège (VG-lista)                 | 1                  |
| Nouvelle-Zélande (RIANZ)           | 2                  |
| Pays-Bas (Mega Album Top 100)      | 6                  |
| Portugal (AFP)                     | 4                  |
| Pologne (ZPAV)                     | 20                 |
| Royaume-Uni (UK Albums Chart)      | 1                  |
| Suède (Sverigetopplistan)          | 4                  |
| Suisse (Schweizer Hitparade)       | 7                  |

### Classement annuel
| Classement (2013)          | Position |
| -------------------------- | -------- |
| Australie                  | 64       |
| Belgique (Flandre)         | 100      |
| Belgique (Wallonie)        | 161      |
| Italie                     | 86       |
| Japon                      | 45       |
| Mexique                    | 47       |
| États-Unis (Billboard 200) | 51       |

### Certifications et ventes
| Pays                                    | Certification                | Ventes certifiées        |
| --------------------------------------- | ---------------------------- | ------------------------ |
| Canada                                  | Platine[réf. nécessaire]     | 80 000*[réf. nécessaire] |
| Espagne                                 | Or[réf. nécessaire]          | 20 000*[réf. nécessaire] |
| États-Unis                              | 3 × Platine                  | 3 000 000                |
| Mexique                                 | Or[réf. nécessaire]          | 30 000[réf. nécessaire]  |
| Portugal                                | 2 × Platine[réf. nécessaire] | 30 000[réf. nécessaire]  |
| Royaume-Uni                             | Or[réf. nécessaire]          | 100 000[réf. nécessaire] |
| Suède                                   | Platine[réf. nécessaire]     | 40 000[réf. nécessaire]  |
| * Ventes basées sur les mises en rayon. |                              |                          |

## Historique des sorties
| Pays        | Date             | Version           | Format                            | Label |
| ----------- | ---------------- | ----------------- | --------------------------------- | ----- |
| Australie   | 4 octobre 2013   | Standard / Deluxe | CD Téléchargement numérique       | RCA   |
| Royaume-Uni | 7 octobre 2013   | Standard / Deluxe | CD Téléchargement numérique       | RCA   |
| Hong Kong   | 7 octobre 2013   | Standard / Deluxe | CD Téléchargement numérique       | RCA   |
| États-Unis  | 8 octobre 2013   | Standard / Deluxe | CD Téléchargement numérique       | RCA   |
| Monde       | 8 octobre 2013   | Standard / Deluxe | CD Téléchargement numérique       | RCA   |
| Finlande    | 11 octobre 2013  | Standard / Deluxe | CD Téléchargement numérique       | RCA   |
| Japon       | 23 octobre 2013  | Standard / Deluxe | CD/DVD / Téléchargement numérique | RCA   |
| États-Unis  | 23 novembre 2013 | Deluxe            | Vinyle                            | RCA   |

## Récompenses et nominations
| Année | Cérémonie                       | Catégorie                                 | Résultat   |
| ----- | ------------------------------- | ----------------------------------------- | ---------- |
| 2013  | Billboard’s Readers Poll Awards | Meilleur album numéro un du Billboard 200 | Nomination |
| 2013  | World Music Awards              | Meilleur album                            | Nomination |
| 2014  | Grammy awards                   | Meilleur album pop                        | Nomination |
| 2014  | People's Choice Awards          | Meilleur album                            | Nomination |